# Salomon Group
Salomon er en fransk sportsudstyrsproducent fra Annecy. Virksomheden blev etableret i 1947 af François Salomon, hans kone og søn Georges (1925-2010). I 1997 blev virksomheden opkøbt af Adidas for 1 mia. $.
20. oktober 2005 blev Salomon Group købt for 485 mio. Euro af Amer Sports fra Finland.
Virksomhedens omsætning var i 2004 på 683 mio. Euro og der var 2.800 ansatte.

## Virksomhedsinformationer
Familiens metalbearbejdningsbutik åbnede i 1947, hvor der blev produceret savklinger. De tilpassede snart deres udstyr til at lave stålkanter til ski og begyndte senere også at lave kabelbindinger. Skibindinger var det primære fokus indtil 1979, hvor en rear-entry "SX90"-skistøvle blev introduceret. Produktionen af ski begyndte et årti senere. Taylor Made golf blev overtaget af Salomon i midten af 1980'erne.
Andre selskaber der ejes af Salomon omfatter:
- Bonfire
- Mavic

### Marked
Salomon producerer produkter til forskellige sportsmarkeder, inklusive trailrunning, vandring, klatring, adventure racing, skiløb og snowboarding i over 40 lande. Tidligere fremstillede de også inline rulleskøjter.

### Design
Efter et fem års forskningsprojekt blev SX serien af skistøvler introduceret i begyndelsen af 1980'erne. Støvlen var et resultat af samarbejde med den franske designer Roger Tallon.
SX91 skistøvlen blev lanceret i 1984 og var et resultat af samarbejde med den yngre franske designer Roger Pitiot. Støvlen indeholdt et en række innovationer såsom sliding forward-flex control.
Salomons designcenter ligger i Annecy i Frankrig.